# Peugeot 605
Peugeot 605 je automobil francuski marke Peugeot. Proizvodi se od 1989. – 1999. godine.

## Motori
- 2.0 l, 79 kW (107 KS) / 89 kW (121 KS) / 97 kW (132 KS)
- 2.0 l turbo, 104 kW (141 KS) / 108 kW (147 KS)
- 3.0 l, 123 kW (167 KS) / 140 kW (190 KS) / 147 kW (200 KS)
- 2.1 l dizel, 60 kW (82 KS)
- 2.1 l turbo dizel, 80 kW (109 KS)
- 2.5 l turbo dizel, 95 kW (129 KS)